# Paul Fritsch (Chemiker)
Paul Ernst Moritz Fritsch (* 10. April 1859 in Oels; † 11. April 1913 in Marburg/Lahn) war ein deutscher Chemiker.
Fritsch studierte zwischen 1880 und 1882 an der Berliner Gewerbeakademie und wechselte anschließend an die Universität nach München. Dort blieb er bis 1885 u. a. Schüler von Adolf von Baeyer; bei diesem konnte er bereits 1884 sein Studium erfolgreich mit seiner Promotion abschließen.
Gefördert durch seinen Lehrer Baeyer bekam Fritsch eine Anstellung in der chemischen Industrie.  Ab 1889 wirkte Fritsch am Chemischen Institut der Universität Breslau und wechselte im darauf folgenden Jahr an die Universität Rostock. Mit seinen Arbeiten an den beiden Universitäten legte Fritsch die Basis seiner Habilitation, die er 1894 an der Universität Marburg vorlegen konnte. Bis 1896 arbeitete Fritsch am dortigen Pharmazeutisch-Chemischen Institut.
1899 wurde Fritsch zum „o. Prof.“ ernannt und als solcher nahm er sofort im Anschluss einen Ruf nach München an. Nach einigen Jahren wechselte er an die Technische Universität Berlin und 1908 nahm er einen Ruf zurück nach Marburg an. Einen Tag nach seinem 54. Geburtstag starb Paul Fritsch am 11. April 1913 in Marburg und fand dort auch seine letzte Ruhestätte.

## Werke
Fritsch forschte hauptsächlich auf dem Gebiet der heterozyklischen Verbindungen; Bedeutung (bis heute) hat vor allem seine Arbeit über die Synthese des Isochinolins.